# Avettaea
Avettaea är ett släkte av svampar. Avettaea ingår i divisionen sporsäcksvampar och riket svampar.